# Lotus alpicola
Lotus alpicola là một loài thực vật có hoa trong họ Đậu. Loài này được (Beck) "Miniaev, Ulle & Krytzka" miêu tả khoa học đầu tiên.